# Australian mist
L'australian mist, également appelé spotted mist est une race de chat originaire d'Australie. Ce chat de taille moyenne est caractérisé par sa robe à poil court au motif spotted tabby ou blotched tabby.

## Origines
Les origines de l'australian mist remontent à la fin des années 1970, lorsqu'une australienne des environs de Sydney, le Dr. Truda Straede commença à croiser abyssins, burmeses et chats domestiques locaux. Le but était de créer une race très douce et affectueuse et particulière à l'Australie qui n'avait jusqu'alors aucune race propre.
Les abyssins furent choisis pour certaines de leurs couleurs et surtout pour le ticking de leur robe, les burmeses pour leur caractère doux et placide ainsi que pour certaines couleurs diluées qu'on ne trouve pas chez l'abyssin et enfin, les chats domestiques spotted tabby pour obtenir cette robe recherchée.
En 1980, la race est acceptée dans un registre des races expérimentales, six ans plus tard et après quatre générations de chats, la race est officiellement reconnue sous le nom de spotted mist (nom faisant référence à l'unique robe acceptée dans la race). En 1997, la race prend son nom actuel lorsque la robe blotched tabby est acceptée.
Pour la première fois en 2004, la race est reconnue hors de son pays d'origine par la WCF. À l'heure actuelle pourtant, cette race reste presque inconnue en dehors de l'Australie, à l'exception de quelques élevages anglais.

## Standards
L'australian mist est un chat équilibré, qui doit rester modéré dans tous ses traits physiques, aucun ne tirant vers un extrême.

### Corps
Cette race est de taille, poids et longueur moyenne, la poitrine est ronde, la musculature doit être puissante et l'ossature moyenne à forte. Lorsqu'on le soulève, on peut être surpris par le poids du chat. Les pattes sont proportionnellement longues par rapport au corps et les pattes ovales. La queue est de longueur moyenne, épaisse à la base et avec un bout le plus fin possible.

### Tête
La tête de l'australian mist est très expressive et plutôt grande. Elle est légèrement ronde avec un nez assez large et un peu creusé, sans pour autant avoir un break. Le museau est bien défini et les oreilles sont assez éloignées l'une de l'autre sur la tête. Elles doivent être moyennes à grandes avec une base large et un bout bien arrondi, de profil, elles pointent vers l'avant. Les yeux sont grands et expressifs. Ils donnent l'impression que le chat est toujours en alerte. La ligne supérieure de l'œil descend vers le nez tandis que la ligne inférieure de l'œil et bien arrondie. La seule couleur acceptée est le vert dans toutes ses nuances.

### Robe et fourrure
La fourrure est courte et la couleur doit être intense, sauf sur la partie inférieure du corps où elle peut être plus claire et chez les chatons et jeunes chats jusqu'à deux ans. Les couleurs acceptées sont le bleu, le chocolat, le lilas, le cannelle et le faon dans les patrons spotted tabby et blotched tabby uniquement.

### Croisements
Des croisements sont encore acceptés en Australie, mais le chat ne doit jamais avoir plus de la moitié de sang burmese, un quart d'abyssin et un quart de chat domestique. Les sujets pouvant apporter les gènes donnant le silver, le roux ou le poil mi-long sont absolument proscrits.

## Caractère
Le caractère de l'australian mist est un des points les plus importants dans le développement de la race. Il est décrit comme calme et affectueux, intelligent et aimant suivre son propriétaire. On dit également qu'il est patient et accepte facilement la cohabitation avec d'autres animaux ou avec des enfants. Ces traits de caractère restent toutefois parfaitement individuels et sont fonction de l'histoire de chaque chat.

### Sources
- (en) Cet article est partiellement ou en totalité issu de l’article de Wikipédia en anglais intitulé « Australian Mist » (voir la liste des auteurs).